# 小西甚之助
小西 甚之助（こにし じんのすけ、1855年10月27日（安政2年9月17日）- 1928年（昭和3年）6月28日）は、明治期の政治家。衆議院議員、香川県会議長。旧姓・中原、佐々木。号・渓香。

## 経歴
讃岐国寒川郡志度村（香川県寒川郡志度町 、大川郡志度町を経て現さぬき市志度）で、仮大庄屋・中原七郎の息子として生れ、同村の伯父・佐々木数平の養嗣子となる。1867年（慶応3年）高松藩洋式練兵場で兵学を学び、小隊司令士、教官を務めた。18歳で寒川郡長尾名村（長尾村、長尾町を経て現:さぬき市長尾名）の庄屋・小西平蔵の養嗣子となる。
1876年（明治9年）8月、有志と翼賛社を設立し自由民権運動を推進。1880年（明治13年）8月、讃岐の総代として元老院に国会開設建白書を提出した。1882年（明治15年）7月、愛媛県会議員に選出された。以後、大内寒川三木郡連合会議員、愛媛県連合農談会長、愛媛県勧業諮問会員、農工商衰頽実況取調委員、県会常置委員などを歴任。1888年（明治21年）香川県が再置され、1889年（明治22年）1月、香川県会議員に選出。同副議長、同常置委員、香川県地方衛生会員、徴兵参事員、所得税調査委員などを務めた。1890年（明治23年）4月、香川県会議長に就任し同年7月まで在任した。
同年7月、第1回衆議院議員総選挙（香川県第2区、自由倶楽部）で当選し、第4回総選挙まで2回再選され、衆議院議員に通算3期在任した。

## 国政選挙歴
- 第1回衆議院議員総選挙（香川県第2区、1890年7月、自由倶楽部）当選[6]
- 第2回衆議院議員総選挙（香川県第2区、1892年2月、弥生倶楽部）当選[6]
- 第4回衆議院議員総選挙（香川県第2区、1894年9月、無所属）当選[7]
- 第5回衆議院議員総選挙（香川県第2区、1898年3月、無所属）次点落選[7]
- 第7回衆議院議員総選挙（香川県郡部、1902年8月、無所属）落選[8]